# Carl Delden
Carl Ferdinand Evert Delden, född 29 januari 1906 i Söderköping, död 18 juli 1997 i Norrköping, var en svensk målare och tecknare.
Han var son till köpman Ferdinand Peterson och Anna Maria Karlsson samt från 1942 gift med Margit Ingeborg Bergqvist och bror till Sven Olle Delden. 
Delden var som konstnär autodidakt han företog studieresor till bland annat Marocko, Norge, Frankrike och Spanien. Han debuterade med en separatutställning i Linköping 1943 och ställde senare ut separat på bland annat Modern konst i hemmiljö i Stockholm. Han medverkade i utställningar med Östgöta konstförening och Sveriges allmänna konstförening. 
Delden är representerad vid Konung Gustav VI Adolfs samlingar vid Moderna Museet, Norrköpings konstmuseum, Östergötlands museum samt ett flertal kommuner och landsting.